# Биково (Благовіщенський район)
Би́ково (рос. Быково, башк. Быков) — присілок у складі Благовіщенського району Башкортостану, Росія. Входить до складу Старонадеждинської сільської ради.
Населення — 44 особи (2010; 51 в 2002).
Національний склад:
- росіяни — 51 %